# Hiraç Yagan
Hiraç Yagan (armen. Հիրաչ Յագան, Hiratsch Jagan; * 3. Januar 1989 in Etterbeek, Belgien) ist ein ehemaliger armenisch-belgischer Fußballspieler auf der Position eines Mittelfeldspielers. Er ist zweifacher A-Nationalspieler Armeniens.

## Karriere

### Karrierebeginn
Der Sohn armenischer Immigranten begann seine aktive Karriere als Fußballspieler im Jahre 1995 in seiner zentralbelgischen Heimatstadt Etterbeek, wo er zuerst im Nachwuchsbereich des FC Etterbeek Armenia aktiv war. Beim armenisch geprägten Verein durchlief er bis 2002 sämtliche Jugendmannschaften, ehe er ins nahe gelegene Woluwe-Saint-Lambert zu White Star Woluwe wechselte. Dort verbrachte er mehrere Jahre im Nachwuchs, bevor ihm 2005 die Chance geboten wurde, in den Nachwuchsbereich des Profiklubs Lierse SK einzusteigen.
Bis 2007 hielt es den jungen Mittelfeldakteur in der Jugend des Erstligisten, ehe er, aufgrund der Aussichtslosigkeit in den Profikader aufgenommen zu werden, den Verein verließ. Danach folgte ein Wechsel zu Standard Lüttich, bei denen er schließlich bis zu seinem 22. Lebensjahr vorwiegend in den Jugendmannschaften bzw. im U-21-Team zum Einsatz kam. Allerdings schaffte er es in der Saison 2008/09 in den Profikader des Teams und wurde noch in derselben Spielzeit im Ligabetrieb eingesetzt.

### Profidebüt bei Standard Lüttich
Zu seinem Profidebüt für die Wallonier kam Yagan schließlich am 14. Februar 2009, als er beim 4:0-Heimerfolg über seinen späteren Leihverein, den AFC Tubize, in der 73. Spielminute für das belgische Toptalent Steven Defour auf den Rasen kam. Im weiteren Spielverlauf gelang dem armenisch-belgischen Doppelstaatsbürger in der 87. Minute nach Vorlage von Igor de Camargo der Treffer zum 4:0-Endstand. Ein weiterer Kurzeinsatz folgte für den 1,78 m großen Mittelfeldspieler am 18. April 2009 beim 3:0-Auswärtssieg über Excelsior Mouscron. Am Ende der Spielzeit feierte Standard Lüttich den insgesamt zehnten Meistertitel in der höchsten belgischen Spielklasse in der Vereinsgeschichte, nachdem der RSC Anderlecht im Meisterschaftsplayoff nach Punktegleichstand zum Abschluss der Saison besiegt wurde. Bei den beiden Playoff-Partien, in denen Yagan jedoch nicht zum Einsatz kam, erreichte Lüttich zuerst ein Remis und konnte das Rückspiel durch ein Elfmetertor von Axel Witsel mit 1:0 gewinnen und sich so zum belgischen Meister krönen. Außerdem wurde der armenischstämmige Spieler belgischer-Supercup-Sieger, nachdem sein Team ohne Yagans Beteiligung den KRC Genk mit 2:0 besiegte.
Nach der automatischen Qualifikation zur UEFA Champions League 2009/10 kam Yagan vorwiegend im U-21-Team des Vereins zum Einsatz und durfte am 27. Oktober 2009 einen 86-minütigem Einsatz im belgischen Pokal der Saison 2009/10 verzeichnen. Ende Januar 2010 wurde er schließlich zusammen mit Jonathan Mendes an den AFC Tubize verliehen, der seinen Spielbetrieb in der zweitklassigen EXQI-League hat. Bei Tubize kam Yagan nur vereinzelt in Meisterschaftsspielen zum Einsatz. Nach seiner Rückkehr zu Standard Lüttich im Juni 2010 befand sich Yagan noch immer im Kader der U-21-Mannschaft sowie des Profiteams mit Spielbetrieb in Belgiens höchster Fußballliga. 2011 wurde er erneut ausgeliehen, dieses Mal für sechs Monate an Racing Charleroi Couillet Fleurus.

### Wechsel in die Schweiz
Nachdem er in Lüttich nicht mehr zum Einsatz gekommen war, wechselte Yagan in seine zweite Heimat Armenien zu Gandzasar Kapan, dort konnte er sich aber nicht durchsetzen und sein Vertrag wurde im Sommer 2012 nicht verlängert. Nach einem halben Jahr ohne Vereinszugehörigkeit fand er bei Royale Union Saint-Gilloise eine neue Anstellung, wo er in 29 Spielen ein Tor erzielte. 2014 wechselte er zum Meyrin FC, einem Genfer Vorortsverein in der Schweiz. Dort überzeugte er die Scouts der Schweizer Traditionsmannschaft Servette FC Genève und er wurde für ein halbes Jahr ausgeliehen mit Option auf Übernahme, welche auch gezogen wurde. Nach zwei Saisons in Genf wechselte Yagan zum FC Stade Nyonnais. Als sein Vertrag im Sommer 2019 nicht verlängert wurde, verließ er den Klub.

### International
Im Jahre 2009 wurde Yagan erstmals in den Kader der armenischen U-21-Nationalmannschaft berufen. Dabei absolvierte er sieben von zehn Qualifikationsspielen seines Teams. Sein A-Nationalmannschaftsdebüt gab Yagan am 12. August 2009 bei einem Freundschaftsspiel gegen die Moldau. Bei der 1:4-Heimniederlage wurde er in der 58. Minute für Yeghia Yavruyan eingesetzt.
Nur einen Tag nach seinem zweiten U-21-Länderspieleinsatz absolvierte Yagan auch sein zweites und letztes Spiel in der A-Nationalmannschaft, als er bei der 0:2-Heimniederlage gegen Bosnien und Herzegowina in der 72. Spielminute für Arthur Yedigaryan eingewechselt wurde. Die Partie war die letzte in der Qualifikation zur Weltmeisterschaft 2010, Armenien hatte zu diesem Zeitpunkt keine Chance mehr auf das Erreichen der Endrunde.

## Erfolge
- Belgischer Meister: 2009
- Belgischer Superpokalsieger: 2009 (ohne Einsatz)